# Frente de Libertação da Azânia
A Frente de Libertação da Azânia (em inglês:  Azania Liberation Front, ALF) foi uma facção rebelde armada estabelecida em 1965, durante a Primeira Guerra Civil Sudanesa, por membros exilados da União Nacional Africana do Sudão (SANU). Era parte do Movimento de Libertação do Sudão do Sul original, o primeiro movimento secessionista sudanês. Seu nome foi tirado do grego Azânia, a designação grega para as terras da África Oriental ao sul da Núbia.

## História
A organização foi formada após fevereiro de 1965, quando a SANU se dividiu em dois setores, o nacional e o estrangeiro. O setor doméstico foi liderado por William Deng Nhial e teve assento no Parlamento sobre a questão do direito do sul do Sudão à autodeterminação. O setor estrangeiro era dirigido por Aggrey Jaden Ladu, que havia fugido para Kampala, em Uganda. Em novembro de 1964, Joseph Oduho, o primeiro presidente da SANU, depois de perder uma candidatura à presidência do grupo para Jaden, saiu e, ao fazê-lo, dividiu a organização. Em março de 1965, Oduho formou sua própria organização, a Frente de Libertação da Azânia; Jaden então renomeou sua facção de leais à SANU, a Frente de Libertação Africana do Sudão. Em junho do mesmo ano, as duas facções chegaram a um acordo e, no final de 1965, decidiram se reunir como a Frente de Libertação da Azânia, com Oduho como presidente e Aggrey Jaden como vice-presidente. Em 1967, eles lideraram o Governo Nacional de Transição do Sudão do Sul (formado em 15 de agosto de 1967).
Tanto o governo provisório quanto a Frente de Libertação da Azania foram formalmente dissolvidos em julho de 1970. Em 1971, os remanescentes se juntaram à Frente de Libertação do Sudão do Sul, o Anyanya e outros grupos na nova organização Movimento de Libertação do Sudão do Sul, que incluía quase todas as organizações políticas e o sul.